# Vivodina
Vivodina is een plaats in de gemeente Ozalj in de Kroatische provincie Karlovac. De plaats telt 75 inwoners (2001).